# Cristina Plazas
Cristina Plazas Hernández (30 de septiembre de 1969 en Madrid) es una actriz española, más conocida por su papel de Marina Salgado en la serie de televisión de Antena 3 Los hombres de Paco y Miranda Aguirre en Vis a vis. También es conocida por interpretar a Laura Bertrán en Estoy vivo de TVE.

## Biografía
Cristina Plazas nació en Madrid el 30 de septiembre de 1969. Con 21 años se traslada a vivir a Valencia y comienza a trabajar como actriz profesional. Hizo su debut cinematográfico en 1999 en la película Se buscan fulmontis. Ese mismo año participó en el cortometraje Marionetas de plomo donde encarnó a Irina, seguido de La tarara del chapao. En 2001 participó en otro cortometraje, Tequila.com. Presentó el programa concurso La Pantalla de la Sort en Canal 9 Dos.
Consiguió su primer papel principal en el cine en 2001 en la película L'illa de l'holandès encarnando a Feli. Un año después, hizo un cameo en la serie Psico Express. Además volvió a participar en una película esta vez una que se trasmitió en televisión ¿Donde está?. Hizo otro cameo en 2002 en Hospital Central en el episodio Confía en mí como Susana. 
Hizo una pequeña aparición en la película Cuando esté todo en orden como Maribel. En 2003 participó en la película Acosada encarnando a Natalia. Participó en la película emitida en televisión Ausiàs March como la Reina María. Además apareció en dos capítulos de El comisario y en 2003 en la película también emitida en televisión Otra ciudad como Eva y en Bala perdida como Soledad.
En 2004 apareció en Amb el 10 a l'esquena como Rita y Cien maneras de acabar con el amor como Luisa. En 2005 hizo pequeñas apariciones en películas como Mintiendo a la vida (Helena Durán), Camps de maduixes (Marina), A ras de suelo (Carmen) y en Síndrome laboral (Amparo). 
Apareció en Animales heridos como Irina en 2006. Ese mismo año apareció en La bicicleta como Ángeles y en Vete de mí como Ana. En 2007 hizo otra aparición en La vida abismal donde interpretaba a una prostituta. A finales de 2007 apareció como personaje secundario en la serie de televisión de TV3 La via Augusta y en Gominolas interpretando a Aurora en el episodio Mis problemas con las mujeres.
Además apareció en cuatro episodios como personaje recurrente en la serie Plan América. Sin embargo, ganó fama y popularidad en la serie de televisión de Antena 3 Los hombres de Paco donde interpretó a Marina Salgado. Además interpretó a Rafaela en la película Tres metros sobre el cielo y en su secuela Tengo ganas de ti.
Entre 2010 y 2011 interpretó a Eulalia Prado Salvatierra en la serie de televisión Amar en tiempos revueltos, de TVE. En 2012 se unió al reparto de La Riera como Cristina Padró Rodríguez; en 2014, al de la serie de Antena 3 Velvet como Pilar Márquez; y en 2015, a Vis a vis, ficción carcelaria en la que da vida a Miranda Aguirre, la directora de Cruz del Sur.
Desde 2017 interpreta a Laura Bertrán en la serie de TVE Estoy vivo. En 2019 ficha por El nudo la primera serie de Atresplayer Premium.

## Premios
Ha conseguido premios como el Cartelera Levante y el Premi Tirant como Mejor Actriz protagonista de la película L’Illa de l’holandès, el Premio de la crítica por su trabajo en la obra teatral Algo auténtico; el Premio Mihura por su trabajo en Fuenteovejuna, el Premio a la Mejor Interpretación Femenina (Premis de les Arts Escèniques de la Generalitat Valenciana) por Mandíbula afilada; y el Premio A.I.T a la mejor actriz por su trabajo en la obra La lección.

## Filmografía

### Series de televisión
| Año         | Título                    | Personaje                 | Cadena                         | Datos         |
| ----------- | ------------------------- | ------------------------- | ------------------------------ | ------------- |
| 2001 - 2003 | El comisario              |                           | Telecinco                      | 2 episodios   |
| 2002        | Hospital Central          | Susana                    | Telecinco                      | 1 episodio    |
| 2002        | Psico express             | Roser Colomer             | TV3                            | 1 episodio    |
| 2007        | La Vía Augusta            | Calpúrnia                 | TV3                            | 12 episodios  |
| 2007        | Gominolas                 | Aurora                    | Cuatro                         | 1 episodio    |
| 2008        | Plan América              | Clara Gálvez              | La 1                           | 2 episodios   |
| 2008        | Serrallonga               | Víuda Santa Coloma        | TV3                            | 4 episodios   |
| 2008 - 2010 | Los hombres de Paco       | Marina Salgado            | Antena 3                       | 31 episodios  |
| 2010        | Alakrana                  | Edurne                    | Antena 3                       | 2 episodios   |
| 2010 - 2011 | Amar en tiempos revueltos | Eulalia Prado Salvatierra | La 1                           | 252 episodios |
| 2011        | Cheers                    | Dra. Yolanda Requejo      | Telecinco                      | 1 episodio    |
| 2012 - 2016 | La Riera                  | Cristina Padró Rodríguez  | TV3                            | 849 episodios |
| 2013        | Gran Reserva              | Mercedes                  | La 1                           | 3 episodios   |
| 2014        | Cuéntame un cuento        | Madre de Hansel y Gretel  | Antena 3                       | 1 episodio    |
| 2014 - 2015 | Velvet                    | Pilar Márquez Encinas     | Antena 3                       | 12 episodios  |
| 2015 - 2016 | Vis a vis                 | Miranda Aguirre Senén     | Antena 3                       | 24 episodios  |
| 2016        | El padre de Caín          | Ángela                    | Telecinco                      | 2 episodios   |
| 2017 - 2021 | Estoy vivo                | Laura Bertrán Acuña       | La 1                           | 52 episodios  |
| 2018        | Félix                     |                           | Movistar+ y #0                 | 2 episodios   |
| 2019        | Gigantes                  | Blanca Villar             | Movistar+ y #0                 | 4 episodios   |
| 2019 - 2020 | El nudo                   | Rebeca Santana Dorado     | Atresplayer Premium y Antena 3 | 13 episodios  |
| 2020        | Alta mar                  | Carmen                    | Netflix                        | 6 episodios   |
| 2022        | Després de tú             | Elena                     | À Punt                         | 4 episodios   |

### Cine
- 2019: Asamblea, como Elena
- 2015: El país del miedo, como Sara
- 2013: 1.000 maneres de menjar-se un ou, como Carol
- 2013: Un berenar a Ginebra, como Isabel
- 2012: El cuerpo, como Dra. Silvia Tapia
- 2012: Tengo ganas de ti, como Rafaela (madre de Babi)
- 2011: No tengas miedo, como Psicóloga
- 2010: Tres metros sobre el cielo, como Rafaela (madre de Babi)
- 2010: El mal ajeno, como Pilar
- 2008: Comida para gatos, como Sandra
- 2007: Alumbramiento, como Sara
- 2007: La vía Augusta, como Calpúrnia
- 2007: La maltratada historia de María
- 2007: El monstruo del pozo
- 2007: La vida abismal, como una Prostituta
- 2006: Vete de mí, como Ana
- 2006: La bicicleta, como Ángeles
- 2006: Animales heridos, como Irina
- 2005: Dentro
- 2005: A ras de suelo, como Carmen
- 2005: Síndrome laboral, como Amparo
- 2005: Camps de maduixes, como Marina
- 2005: Mintiendo a la vida, como Helena Durán
- 2005: El caso de Marcos Rivera, como Abogada
- 2004: Cien maneras de acabar con el amor, como Luisa
- 2004: Amb el 10 a l'esquena, como Rita
- 2003: Bala perdida, como Soledad
- 2003: Otra ciudad, como Eva
- 2003: Ausias March, como Reina María
- 2003: Acosada, como Natalia
- 2002: Cuando todo esté en orden, como Maribel
- 2002: ¿Dónde está?
- 2001: L'illa de l'holandès, como Feli
- 2001: Gregorio Mayans
- 2001: Tequila.com
- 2000: La tarara del chapao
- 1999: Marionetas de plomo, como Irina
- 1999: Se buscan fulmontis, como una enfermera del hospital

## Teatro
- 1992: Bodas de sangre, de Federico García Lorca dirección de Jaime Pujol.
- 1993: Dani i Roberta, de John Patrick Shanley dirección Pep Ricart.
- 1995: Nocturns, de Paco Zarzoso dirección de Pep Ricart.
- 1997: Mandíbula afilada, de Carles Alberola dirección de Carles Alberola.
- 2000: Nascuts culpables, de Peter Shirovsky dirección de  Carles Alfaro y Joaquim Candeiras.
- 2000: Algo auténtico, de Tom Stoppard dirección de Rafa Calatayud.
- 2000: Varietés a la cuina, de Carles Alfaro, Cristina Plazas dirección Carles Alfaro.
- 2001: Las troyanas, deEurípides, dirección de Jürgen Müller.
- 2002: Dotze diuen Shakespeare, de William Shakespeare, dirección de Joan Ollé.
- 2003: L'escola de les dones, de Molière, dirección de Carles Alfaro.
- 2005: Fuenteovejuna, de Lope de Vega, dirección de Ramon Simó.
- 2006: El malentès, d'Albert Camus, dirección de Joan Ollé.
- 2007: L'altra guerra, d'Elsa Solal, dirección de Ramon Simó.
- 2007: Arcàdia, de Tom Stoppard, dirección de Ramon Simó.
- 2007: Conte d'hivern, de William Shakespeare, dirección de Ferran Madico.
- 2008: A la Toscana, de Sergi Belbel, dirección de Sergi Belbel.
- 2009: Una pieza española, de Yasmina Reza, dirección de Silvia Munt.
- 2010: La dona justa, de Sándor Márai, dirección de Fernando Bernués.
- 2012: L'ombra al meu costat, de Marilia Samper, dirección de Marilia Samper.
- 2013: Quan despertem d'entre els morts, de Henrik Ibsen, dirección de Ferran Madico.
- 2016: Sota teràpia
- 2018: Todas las mujeres, dirección de Daniel Veronese